# Amphinome carnea
Amphinome carnea är en ringmaskart som beskrevs av Grube 1856. Amphinome carnea ingår i släktet Amphinome och familjen Amphinomidae. Inga underarter finns listade i Catalogue of Life.